# Kirkjubøur
Kirkjubøur est un village des îles Féroé située sur la côte occidentale de l'île de Streymoy ; il fait partie de la commune de Tórshavn. Au Moyen Âge, le village était le siège de l'ancien diocèse des îles Féroé ; une grande partie du patrimoine médiéval des îles Féroé se trouve à Kirkjubøur, notamment la cathédrale Saint-Magnus, l'église Saint-Olav et la Kirkjubøargarður (la plus ancienne maison de bois au monde à être toujours habitée, qui remonte au XIe siècle).
La pierre runique de Kirkjubøur a été découverte dans le village en 1832. Datée du IXe siècle ou du Xe siècle, elle est la plus ancienne des pierres runiques féroïennes.